# Портрет Дирка ван Оса
«Портрет Дирка ван Оса» — картина голландского художника Рембрандта, написанная примерно в 1658 году. В настоящее время он находится в постоянной коллекции Художественного музея Джослин в Омахе, штат Небраска.
В 1898 году портрет был приобретен нью-йоркским арт-дилером у частного коллекционера в Санкт-Петербурге, России. В 1899 году портрет был продан бостонскому бизнесмену Фредерику Сирсу. Картина была куплена Художественным музеем Джослин в 1942 году из частной коллекции. Первоначально считалось, что полотно был создано самим Рембрандтом. Позднее картина была реклассифицирована как картина из «Школы Рембрандта»; вероятная работа одного из учеников Рембрандта. Весной 2012 года под руководством Эрнста ван де Ветеринга, одного из ведущих мировых авторитетов по Рембрандту, музей отправил картину в Амстердам для дальнейшего изучения и обработки. Мартин Биджл, бывший начальник реставрации Рейксмюсеума в Амстердаме, работал с ван де Уэзерингом над сохранением картины. Определение того, что картина была настоящим Рембрандтом, было сделано в процессе консервации.
Человеком, изображенным на картине, является Дирк ван Ос III (1590—1668), выдающийся гражданин Голландии . Он был сыном Дирка ван Оса (род. в Антверпене 13 марта 1556 года — ум. в Амстердаме 20 мая 1615 года), амстердамского купца, страховщика, финансиста и судовладельца. Старейшина Ван Ос был одним из основателей Compagnie van Verre, Амстердамского банка и Ост-Индской компании. На картине изображен Ван Ос, — пожилой мужчина, сидящий с тростью в левой руке, одетый в чёрную мантию с белым воротником и манжетами и с кепкой. В процессе реставрации было установлено, что более поздние дополнения к картине включали кружево вокруг воротника и цепочку с крестом, свисающим с шеи субъекта. Украшения были удалены в процессе реставрации.
Отреставрированная картина была представлена в галерее Фонда Хичкока в Художественном музее Джослина 5 мая 2014 года и является частью постоянной коллекции музея.
В ноябре 2016 года Художественный музей Джослин обнародовал новую комиссию для картины. Картина была первоначально показана в декоративной позолоченной раме Людовика XIV, которая обрамляла портрет, когда он был приобретен музеем в 1942 году. Рамка, описанная помощником куратора музея по европейскому искусству говорит: "Это сдержанный стиль обрамления, соответствующий консервативной протестантской чувствительности эпохи и сильной торговой культуре Голландии, которая извлекала выгоду из импорта экзотических лесов через Голландскую Ост-Индскую компанию. Рамка была оплачена Ассоциацией художественного музея Джослин.